# Mellunmäki Station
Mellunmäki Station (finsk: Mellunmäen metroasema, svensk: Mellungsbacka metrostation) er en station på Helsinkis metro i  området Mellunmäki i Helsinki. Den ligger 1,644 km fra Kontula og 
åbnede 1. september 1989.
Mellunmäki er endestation på linje M2 og verdens nordligste metrostation. Stationen er tegnet af 
arkitektbureauet Toivo Karhunen Oy. 
Et tidligere forslag om at forlænge metroen med med seks stationer øst for Mellunmäki er lagt på is.